# Hochzeit Dürers
Hochzeit Dürers bezeichnet das zweite Transparentbild, das aus einem Zyklus über das Leben Albrecht Dürers stammte, der anlässlich der Feierlichkeiten seines 300. Todestages am 6. April 1828 im Saal des Nürnberger Rathauses ausgestellt wurde. Die Werke wurden eine Woche vor dem Fest von Künstlern aus München fertig gestellt. Die originalen Transparente gingen nach 1911 verloren; es wurden jedoch Nachstiche und Kopien angefertigt. Einen Großteil der Kopien schuf der Nürnberger Graphiker Johann Philipp Walther (1798–1868).

## Das Transparent
Die erste Nachzeichnung nach Wilhelm Kaulbach trug den Titeltext: 
„Und als ich heim gekommen war 1494 nach Pfingsten, handelt Hans Frei mit meinem Vater, und gab mir seine Tochter mit Namen Jungfra Agnes. Er gab mir  zu ihr 200 Gulden und hielt die Hochzeit; die war am Montag vor Margarethe im Jahr 1494.“
Agnes Frey und Albrecht Dürer stehen vor dem Altar und gehen grade das Bündnis der Ehe ein. Ein Priester steht zwischen ihnen und legt ein Band um ihre Hände, während Dürer seiner Frau den Ring ansteckt. Hinter Dürer steht sein Vater Dürer der Ältere und legt ihm die Hand auf die Schulter. Die übrigen Personen hinter Dürer sind nicht klar erkennbar, auf Agnes’ Seite ist nur ihre Mutter, die hinter ihr steht, deutlich zu sehen.
Anders als bei Walthers Stich, auf dem die Personen hinter dem Paar klar zu sehen sind, und der Architektur im Bild nach oben hin mehr Platz gegeben wurde, wurden die Personengruppen jeweils auf die Eltern beider Parteien reduziert, sodass die Vermählungsszene mehr Raum einnimmt. Im Stich tragen Engel die Kerzenhalter, und der Schein beleuchtet ein Kreuz über dem Kopf des Priesters. Die Wappen der beiden Familien sind bei Walther nicht mehr vorhanden. Es wird vermutet, dass die Haltung von Dürer und Agnes Mutter betende Hände auf eine kinderlose Ehe deuten sollen.
Dieses Werk trägt die Bildunterschrift:

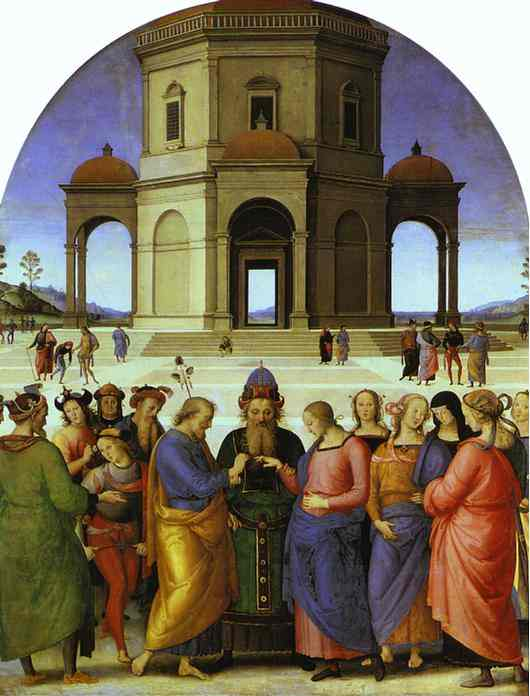
Perugino: Die Vermählung der Jungfrau, 1502

Dürers Vermählung mit Agnes Frey
Am Montag vor Magarethen Tag im Jahr 1494
Festgemälde bei der 3. Secularfeier des Todestages A. Dürers am 8. April 1828
Matthias Mende führt in seinem Text „Die Transparente der Nürnberger Dürer-Feier von 1828“ aus, dass Walthers Komposition sich auf Raffaels Sposalizio von 1504 berufe. Die Szene, die Raffael darstellt ist das „Ringanstecken“ von Josef und Maria, ebenso wie in den Bildern von Walther und von Kaulbach. Der Bildtypus der Vermählung Mariä mit dieser Komposition wurde nach Raffaels und Peruginos Werken oft nachgeahmt. Mende ist der Meinung, dass Kaulbach diesen Bildtypus schon einmal bei einem Stich von Giuseppe Longhi oder einen Nachstich von Pistrucci gesehen haben könnte. Der Ring, den Josef Maria ansteckt, ist der sogenannte Heilige Ring, der als Reliquie im Dom von Perugia aufbewahrt wird.